# Белые ночи (фестиваль интеллектуальных игр)
«Белые ночи» — международный фестиваль интеллектуальных игр, проводящийся в Санкт-Петербурге ежегодно с 1991 года. Одно из старейших соревнований знатоков «Что? Где? Когда?» в мире.
Организатор фестиваля — петербургский клуб интеллектуальных игр «Коломна».

## Организация
Правила соревнования отличаются от телевизионной игры «Что? Где? Когда?». Соревнование состоит из 5 туров, в каждом из которых задается по 15 вопросов. Вопросы задаются всем командам одновременно. Спустя минуту после вопроса собираются ответы в письменном виде. Победителем становится команда, которая ответила правильно на большее число из 75 вопросов. Соревнования проводятся в два этапа. Во втором этапе участие принимают известные знатоки клуба «Что? Где? Когда?». Пакет вопросов для фестиваля организаторы заказывают у авторов, которые имеют хорошую репутацию у знатоков.

## История
Фестиваль возник в 1991 году усилиями знатоков «Что? Где? Когда?» с целью определить, какая команда «Что? Где? Когда?» является наиболее сильной. Телеигра не позволяла это сделать, поскольку в ней присутствуют элементы шоу, которые не позволяют чётко ответить на этот вопрос.
Кроме России, на фестивале принимали участие команды и участники из Абхазии, Азербайджана, Белоруссии, Германии, Латвии, Украины, Финляндии, Эстонии.